# في العام 2525 (أغنية)
في العام 2525 (بالإنجليزية: In the Year 2525)‏ أغنية ناجحة في عام 1968 لثنائي البوب روك الأمريكي زاغر وإيفانز. وصلت إلى المركز الأول على قائمة بيلبورد Billboard Hot 100 لمدة ستة أسابيع بدءًا من 12 يوليو 1969. بلغت الأغنية  ذروتها في المرتبة الأولى على قوائم أفضل الأغاني في المملكة المتحدة لمدة ثلاثة أسابيع في أغسطس وسبتمبر من ذلك العام. كتب الأغنية وألفها ريك إيفانز في عام 1964 وصدرت في الأصل على اسطوانات شركة تسجيل إقليمية صغيرة، ثم التقطتها شركة (آر سي أيه RCA) في عام 1968 لتحقق النجاح. كان زاغر وإيفانز من الفرق ذات العجائب التي حققت نجاحًا واحدًا فقط one-hit wonders، وبعد ذلك لا يظهر لهم أي أغنية على القوائم، وفي 2020 تصنف زاغر وإيفانز على أنهم الفنانون الوحيدون الذين حصلوا على المرتبة الأولى في القوائم على جانبي المحيط الأطلسي ولم يكن لديهم بعد ذلك أي تواجد لآخر عملهم المهني.

## آثار الأغنية
ظهر عدد من نسخ مختلفة للأغنية  حوالي 60 مرة على الأقل بسبع لغات وتم تضمينها في مذكرة شركة "كلير تشانيل" التي وزعتها على كل محطة إذاعية مملوكة للشركة، والتي تضمنت 165 أغنية تحمل نفس المعنى أو نفس التساؤل منذ هجمات 11 سبتمبر / أيلول 2001. أصدر الثنائي زاغر وإيفانز بعد نجاح "في العام 2525"، أغنية في عام 1970 تحت عنوان "نعم 32" وفي كلمات الأغنية يقول الراوي عن أغنيته: " "إذا تم بيعها، وأحسنت، سوف أرد لهذه المرأة ما على من مال"، وكما حدث في كل أغانيهم بعد "في العام 2525"، لم تحقق الأغنية الجديدة أي نجاح.

## تاريخ الأغنية على القوائم حول العالم
احتلت الأغنية المركز الأول في: كندا (على قائمة الأغاني المنفردة) و (على قائمة المعاصرين الكبار) – ايرلندا – نيوزيلاندا – المملكة المتحدة – الولايات المتحدة (على قائمة الهوت بيلبورد) و (على قائمة المعاصرين الكبار) و (على قائمة الكاش بوكس).

## طاقم العزف والتسجيل
ديني زاجر وريك إيفانز: جيتارات أكوستيك وغناء
مارك دالتون: جيتار باس
ديف تروب: الطبول
فريق أوديسا السمفوني: آلات أخرى

## كلمات الأغنية
في عام 2525 In the year 2525
إذا كان الإنسان لا يزال على قيد الحياة If man is still alive
إذا كانت المرأة تستطيع البقاء على قيد الحياة If woman can survive
قد يجدون They may find
في عام 3535 In the year 3535
لن تحتاج لقول الحقيقة، ولا تكذب Ain't gonna need to tell the truth, tell no lies
كل ما تفكر فيه وتفعله وتقوله Everything you think, do, and say
هل في الحبوب التي تناولتها اليوم Is in the pills you took today
في عام 4545 In the year 4545
لن تحتاج إلى أسنانك، ولن تحتاج إلى عينيك Ain't gonna need your teeth, won't need your eyes
لن تجد شيئًا لتمضغه You won't find a thing to chew
لن ينظر إليك أحد Nobody's gonna look at you
في عام 5555 In the year 5555
ذراعيك معلقة على جانبيك Your arms are hanging limp at your sides
ساقيك ليس لديهما ما تفعله Your legs got nothing to do
بعض الآلات تفعل ذلك من أجلك Some machine's doing that for you
في عام 6565 In the year 6565
لن تحتاجِ إلى زوج، ولن تحتاج إلى زوجة Ain't gonna need no husband, won't need no wife
ستختار أبناءك وتختار بناتك أيضًا You'll pick your sons, pick your daughters too
من قاع أنبوب زجاجي طويل From the bottom of a long glass tube
وأو واو Whoa-oh-oh
في عام 7510 In the year 7510
إذا كان موعدنا مع القدير، فعليك أن تستعد بحلول ذلك الوقت If God's a-coming, he ought to make it by then
ربما سينظر إلينا ويقول Maybe he'll look around himself and say
«أن الوقت قد حان ليوم القيامة» Guess it's time for the judgment day
في عام 8510 In the year 8510
سيهز القدير رأسه الجبار God is gonna shake his mighty head
سيقول إما أنا مسرور، حيث كان الرجل He'll either say, I’m pleased, where man has been
أو أهدمها وابدأ من جديد Or tear it down and start again
وأو واو Whoa-oh-oh
في عام 9595 In the year 9595
أنا أتساءل نوعًا ما، إذا كان الإنسان سيبقى على قيد الحياة I'm kinda wonderin', if man is gonna be alive
لقد أخذ كل ما يمكن أن تقدمه هذه الأرض القديمة He's taken everything this old Earth can give
وهو لا يعيد شيئا And he ain't put back nothing
وأو واو Whoa-oh-oh
الآن مرت عشرة آلاف سنة Now it's been ten thousand years
بكى الإنسان مليارات من الدموع Man has cried a billion tears
لما لم يعرفه قط For what he never knew
الآن انتهى عهد الإنسان Now man's reign is through
ولكن خلال الليل الأبدي But through the eternal night
وميض ضوء النجوم The twinkling of starlight
بعيد جدا جدا So very far away
ربما كان بالأمس فقط Maybe it's only yesterday
في عام 2525 In the year 2525

## وصلات خارجية
- Zager & Evans at ديسكوجز
- Zager Easy Play Custom Guitars
- Zager Guitar Reviews
- . على يوتيوب